# Prix Jacques-Le-Marois
Groupe 1
Le prix Jacques-Le-Marois est une course hippique de plat se déroulant sur l'hippodrome de Deauville durant le meeting d'août.
C'est une course de Groupe I réservée aux chevaux de 3 ans et plus, disputée sur 1 600 mètres en ligne droite, et dotée d'une allocation de 1 000 000 €,. 

## Historique

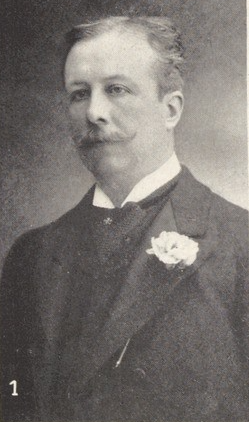
Jacques Le Marois

La première édition date de 1921, et porte le nom du comte Jacques Le Marois, président de la Société des courses de Deauville, décédé l'année précédente. Jusqu'en 1952, la course était uniquement réservée aux mâles de 3 ans ; elle est désormais ouverte à tous les chevaux de 3 ans et plus, hongres exclus. Depuis 1986, la course est sponsorisée par le Haras de Fresnay-Le-Buffard, propriété de la famille Niarchos, et avant elle de Marcel Boussac.
C'est la course la plus prestigieuse et la plus dotée du meeting de Deauville.

## Records
- Meilleur temps : 1'33"40, Moonlight Cloud, 2013
- Chevaux : 2 victoires - Miesque (1987, 1988), Spinning World (1996, 1997), Palace Pier (2020, 2021), Inspiral (2022, 2023).
- Propriétaires : Marcel Boussac - 10 victoires - Zariba (1922), Xander (1928), Cillas (1938), Sémiramide (1939), Priam (1944), Coaraze (1945), Djelal (1947), Golestan (1948), Arbèle (1952), Canthare (1953)
- Entraîneurs : 7 victoires - 
  - François Boutin - Nonoalco (1974), Miesque (1987,1988), Priolo (1990), Hector Protector (1991), Exit to Nowhere (1992), East of The Moon (1994)
  - André Fabre - Polish Precedent (1989), Miss Satamixa (1995), Vahorimix (2001), Banks Hill (2002), Manduro (2007), Ésotérique (2015), Al Wukair (2017)
- Jockeys : 8 victoires - Lanfranco Dettori - Dubai Millennium (1999), Muhtathir (2000), Librettist (2006), Al Wukair (2017), Palace Pier (2020, 2021), Inspiral (2022, 2023)

## Palmarès depuis 1972
| Année | Vainqueur        | S/A | Pays        | Père               | Jockey                | Entraîneur          | Propriétaire              | Deuxième          | Troisième          | Temps    |
| ----- | ---------------- | --- | ----------- | ------------------ | --------------------- | ------------------- | ------------------------- | ----------------- | ------------------ | -------- |
| 2025  | Diego Velazquez  | M.4 | Irlande     | Frankel            | Christophe Soumillon  | Aidan O'Brien       | Coolmore & S. Sangster    | Notable Speech    | Dancing Gemini     | 1'34"23  |
| 2024  | Charyn           | M.4 | Royaume-Uni | Dark Angel         | Silvestre de Sousa    | Roger Varian        | Nurlan Bizakov            | Metropolitan      | Inspiral           | 1'33"98  |
| 2023  | Inspiral         | F.4 | Royaume-Uni | Frankel            | Lanfranco Dettori     | John & Thady Gosden | Cheveley Park Stud        | Big Rock          | Light Infantry     | 1'36"62  |
| 2022  | Inspiral         | F.3 | Royaume-Uni | Frankel            | Lanfranco Dettori     | John & Thady Gosden | Cheveley Park Stud        | Light Infantry    | Erevann            | 1'34"07  |
| 2021  | Palace Pier      | M.4 | Royaume-Uni | Kingman            | Lanfranco Dettori     | John & Thady Gosden | Hamdane ben M. Al Maktoum | Poetic Flare      | Order of Australia | 1'35"96  |
| 2020  | Palace Pier      | M.3 | Royaume-Uni | Kingman            | Lanfranco Dettori     | John Gosden         | Hamdane ben M. Al Maktoum | Alpine Star       | Circus Maximus     | 1'38’‘06 |
| 2019  | Romanised        | M.4 | Irlande     | Holy Roman Emperor | William-James Lee     | Ken Condon          | Robert Ng                 | Shaman            | Line of Duty       | 1'35"16  |
| 2018  | Alpha Centauri   | F.3 | Irlande     | Mastercraftsman    | Colm O'Donoghue       | Jessica Harrington  | Famille Niarchos          | Recoletos         | With You           | 1'34"27  |
| 2017  | Al Wukair        | M.3 | France      | Dream Ahead        | Lanfranco Dettori     | André Fabre         | Al Shaqab Racing          | Inns of Court     | Thunder Snow       | 1'38".51 |
| 2016  | Ribchester       | M.3 | Royaume-Uni | Iffraaj            | William Buick         | Richard Fahey       | Godolphin                 | Vadamos           | Ervedya            | 1'36"16  |
| 2015  | Ésotérique       | F.5 | France      | Danehill Dancer    | Pierre-Charles Boudot | André Fabre         | Édouard de Rothschild     | Territories       | Wild Chief         | 1'36"12  |
| 2014  | Kingman          | M.3 | Royaume-Uni | Invincible Spirit  | James Doyle           | John Gosden         | Khalid Abdullah           | Anodin            | Olympic Glory      | 1'41"90  |
| 2013  | Moonlight Cloud  | F.5 | France      | Invincible Spirit  | Thierry Jarnet        | Freddy Head         | George Strawbridge        | Olympic Glory     | Intello            | 1'33"39  |
| 2012  | Excelebration    | M.4 | Irlande     | Exceed And Excel   | Christophe Soumillon  | Aidan O'Brien       | Coolmore                  | Cityscape         | Elusive Kate       | 1'34"60  |
| 2011  | Immortal Verse   | F.3 | France      | Pivotal            | Gérald Mossé          | Robert Collet       | Richard C.Strauss         | Goldikova         | Sahpresa           | 1'38"30  |
| 2010  | Makfi            | M.3 | France      | Dubawi             | Christophe Soumillon  | Mikel Delzangles    | Mathieu Offenstadt        | Goldikova         | Paco Boy           | 1'39"40  |
| 2009  | Goldikova        | F.4 | France      | Anabaa             | Olivier Peslier       | Freddy Head         | Wertheimer & Frère        | Aolaam            | Virtual            | 1'33"50  |
| 2008  | Tamayuz          | M.3 | France      | Nayef              | Davy Bonilla          | Freddy Head         | Hamdam Al Maktoum         | Natagora          | Major Cadeaux      | 1'36"40  |
| 2007  | Manduro          | M.5 | Allemagne   | Monsun             | Stéphane Pasquier     | André Fabre         | Baron George von Ullmann  | Holocene          | Turtle Bowl        | 1'37"40  |
| 2006  | Librettist       | M.4 | Royaume-Uni | Danzig             | Lanfranco Dettori     | Saeed bin Suroor    | Godolphin                 | Manduro           | Peeress            | 1'43"10  |
| 2005  | Dubawi           | M.3 | Royaume-Uni | Dubai Millennium   | Kerrin McEvoy         | Saeed bin Suroor    | Godolphin                 | Whipper           | Valixir            | 1'37"90  |
| 2004  | Whipper          | M.3 | France      | Miesque's Son      | Christophe Soumillon  | Robert Collet       | Richard Strauss           | Six Perfections   | My Risk            | 1'38"40  |
| 2003  | Six Perfections  | F.3 | France      | Celtic Swing       | Thierry Thulliez      | Pascal Bary         | Famille Niarchos          | Domedrive         | Telegnosis         | 1'38"30  |
| 2002  | Banks Hill       | F.4 | France      | Danehill           | Olivier Peslier       | André Fabre         | Khalid Abdullah           | Best of the Bests | Turtle Bow         | 1'35"00  |
| 2001  | Vahorimix        | M.3 | France      | Linamix            | Olivier Peslier       | André Fabre         | Jean-Luc Lagardère        | Banks Hill        | Noverre            | 1'38"80  |
| 2000  | Muhtathir        | M.5 | Royaume-Uni | Elmaamul           | Lanfranco Dettori     | Saeed bin Suroor    | Godolphin                 | Sendawar          | Kingsalsa          | 1'34"60  |
| 1999  | Dubai Millennium | M.3 | Royaume-Uni | Seeking The Gold   | Frankie Dettori       | Saeed bin Suroor    | Godolphin                 | Slickly           | Dansili            | 1'44"30  |
| 1998  | Taiki Shuttle    | M.4 | Japon       | Devil's Bag        | Yukio Okabe           | Kazuo Fujisawa      | Taiki Farm Inc            | Among Men         | Cape Cross         | 1'37"40  |
| 1997  | Spinning World   | M.4 | France      | Nureyev            | Cash Asmussen         | Jonathan Pease      | Stavros Niarchos          | Daylami           | Neuilly            | 1'34"40  |
| 1996  | Spinning World   | M.3 | France      | Nureyev            | Cash Asmussen         | Jonathan Pease      | Stavros Niarchos          | Vetheuil          | Shaanxi            | 1'39"10  |
| 1995  | Miss Satamixa    | F.3 | France      | Linamix            | Sylvain Guillot       | André Fabre         | Jean-Luc Lagardère        | Sayyedati         | Shaanxi            | 1'35"70  |
| 1994  | East of The Moon | F.3 | France      | Private Account    | Cash Asmussen         | François Boutin     | Stavros Niarchos          | Sayyedati         | Mehtaaf            | 1'35"70  |
| 1993  | Sayyedati        | F.3 | Royaume-Uni | Shadeed            | Walter Swinburn       | Clive Brittain      | Mohamed Obaida            | Ski Paradise      | Kingmambo          | 1'39"80  |
| 1992  | Exit to Nowhere  | M.4 | France      | Irish River        | Cash Asmussen         | François Boutin     | Stavros Niarchos          | Lahib             | Cardoun            | 1'40"80  |
| 1991  | Hector Protector | M.3 | France      | Woodman            | Freddy Head           | François Boutin     | Stavros Niarchos          | Lycius            | Danseuse du Soir   | 1'39"40  |
| 1990  | Priolo           | M.3 | France      | Sovereign Dancer   | Alain Lequeux         | François Boutin     | Ecurie Skymarc Farm       | Linamix           | Distant Relative   | 1'38"20  |
| 1989  | Polish Precedent | M.3 | France      | Danzig             | Cash Asmussen         | André Fabre         | Cheikh Mohammed           | French Stress     | Magic Gleam        | 1'37"30  |
| 1988  | Miesque          | F.4 | France      | Nureyev            | Freddy Head           | François Boutin     | Stavros Niarchos          | Warning           | Gabina             | 1'38"60  |
| 1987  | Miesque          | F.3 | France      | Nureyev            | Freddy Head           | François Boutin     | Stavros Niarchos          | Nashmeel          | Hadeer             | 1'36"00  |
| 1986  | Lirung           | M.4 | Allemagne   | Connaught          | Steve Cauthen         | Heinz Jentzch       | Gestut Fahrhof            | Regal State       | Efisio             | 1'36"40  |
| 1985  | Vin de France    | M.3 | Royaume-Uni | Foolish Pleasure   | Éric Legrix           | Patrick Biancone    | Daniel Wildenstein        | Vertige           | River Mist         | 1'38"20  |
| 1984  | Lear Fan         | M.3 | Royaume-Uni | Roberto            | Pat Eddery            | Guy Harwood         | Ahmed bin Salman          | Palace Music      | Siberian Express   | 1'34"90  |
| 1983  | Luth Enchantée   | F.3 | France      | Be My Guest        | Maurice Philipperon   | John Cunnington Jr. | Paul de Moussac           | L'émigrant        | Montekin           | 1'35"90  |
| 1982  | The Wonder       | M.4 | France      | Wittgenstein       | Pat Eddery            | Jacques de Chevigny | Marquise de Moratalla     | Green Forest      | Zino               | 1'35"50  |
| 1981  | Northjet         | M.4 | Italie      | Northfields        | Freddy Head           | Olivier Douieb      | Serge Fradkoff            | To-Agori-Mou      | Kings Lake         | 1'34"5   |
| 1980  | Nadjar           | M.4 | France      | Zeddaan            | Alain Lequeux         | Aage Paus           | A. D. D. Rogers           | Final Straw       | Manjam             | 1'38"40  |
| 1979  | Irish River      | M.3 | France      | Riverman           | Maurice Philipperon   | John Cunnington Jr. | Madame Raymond Adès       | Bellypha          | A Thousand Stars   | 1'35"40  |
| 1978  | Kenmare          | M.3 | France      | Kalamoun           | Alain Badel           | François Mathet     | Guy de Rothschild         | Sanedtiki         | Faraway Times      | 1'38"60  |
| 1977  | Flying Water     | F.4 | France      | Habitat            | Yves Saint-Martin     | Angel Penna         | Daniel Wildenstein        | Blushing Groom    | Trépan             | 1'44"20  |
| 1976  | Gravelines       | M.4 | France      | Cadmus             | Gary W. Moore         | Angel Penna         | Daniel Wildenstein        | Radetzky          | Vitiges            | 1'35"10  |
| 1975  | Lianga           | F.4 | France      | Dancer's Image     | Yves Saint-Martin     | Angel Penna         | Daniel Wildenstein        | Sky Commander     | Delmora            | 1'34"60  |
| 1974  | Nonoalco         | M.3 | France      | Nearctic           | Lester Piggott        | François Boutin     | María Félix Berger        | El Toro           | Coup de Feu        | 1'37"20  |
| 1973  | Kalamoun         | M.3 | France      | Zeddaen            | Henri Samani          | François Mathet     | S.A. Aga Khan             | Rose Laurel       | Sparkler           | 1'36"00  |
| 1972  | Lyphard          | M.3 | France      | Northern Dancer    | Freddy Head           | Alec Head           | Germaine Wertheimer       | High Top          | Jan Ekels          | 1'38"20  |
| 1971  | Dictus           | M.4 | France      | Sanctus            | Yves Saint-Martin     | R. de Mony-Pajol    | J.M. Sariano              | Sparkler          | Roi Soleil         | 1'37"40  |
| 1970  | Priamos          | M.6 | Allemagne   | Birhahn            | Alfred Gibert         | Heinz Jentsch       | Gestüt Schlenderhan       | Faster            | Yellow God         | 1'41"30  |

## Précédents vainqueurs
- 1921 - Guerriere II
- 1922 - Zariba
- 1923 - Sir Gallahad III
- 1924 - Ivain
- 1925 -
- 1926 - Saint Fortunat
- 1927 - Vitamine
- 1928 - Xander
- 1929 - Slipper
- 1930 -
- 1931 - Pearl Cap
- 1932 - Henin
- 1933 - Arpette
- 1934 - Shining Tor
- 1935 - Aromate
- 1936 -
- 1937 - En Fraude
- 1938 - Cillas
- 1939 - Sémiramide
- 1940 -
- 1941 - Princess Palatine
- 1942 -
- 1943 - Dogat
- 1944 - Priam
- 1945 - Coaraze
- 1946 - Sayani
- 1947 - Djelal
- 1948 - Golestan
- 1949 - Amour Drake
- 1950 - Fort Napoleon
- 1951 - Seigneur II
- 1952 - Arbele
- 1953 - Canthare
- 1954 - Ti Moun
- 1955 - Klairon
- 1956 - Buisson Ardent
- 1957 - Balbo
- 1958 -
- 1959 - Sallymount
- 1960 -
- 1961 - Net
- 1962 - Le Bon ML
- 1963 - Hula Dancer
- 1964 - La Bamba
- 1965 - Astaria
- 1966 - The Marshal
- 1967 - Carabella
- 1968 - Luthier
- 1969 - Gris Vitesse